# Горчаков, Василий Дмитриевич (воевода)
Князь Василий Дмитриевич Горчаков — стольник, московский дворянин и воевода во времена правления Михаила Фёдоровича и Алексея Михайловича.
Сын князя Дмитрия Петровича Горчакова. Имел брата стольника и воеводу, князя Никиту Дмитриевича и сестру княжну Фёклу Дмитриевну.

## Биография

### Служба Михаилу Фёдоровичу
В 1627-1629 годах стольник патриарха Филарета. В 1636-1640 годах царский стольник. При посещении Москвы литовским послом Алексеем Песочным за столом "перед послами пить ставил" (21 марта 1635). При отъезде Государя из Москвы, находился в числе стольников, остававшихся в Москве при главном боярине (сентябрь и ноябрь 1636; май 1637). Дневали ночевал при гробе царевича Ивана Михайловича (27 января и 18 февраля 1639).
В 1640-1642 годах воевода в Карачеве. В сентябре 1644 года встречал и был приставом при турецком после.

#### Служба Алексею Михайловичу
В 1644-1647 годах стольник и воевода в Самаре. В 1647-1649 годах первый воевода в Таре. В январь-май 1650 года пристав у персидского посла, а в мае 1650 года у английского посла. В чине московского дворянина сопровождал царицу Марию Ильиничну Милославскую в её поездке в Троице-Сергиев монастырь и село Покровское (28 апреля и ноябре 1650; июнь 1652).
В 1653 году в чине московский дворянин, отправился в свите В.В. Бутурлина в Малороссию, для принятия присяги от гетмана Богдана Хмельницкого и от всего запорожского войска, ездил в Корсунь  для приведения жителей к присяге.
Владел поместьями в Каширском и Московском уездах.

## Семья
Жена: Афимья Фёдоровна урождённая Уварова, дочь Фёдора Владимировича Уварова. В приданое дано поместье в Московском уезде. От брака имели детей:
- Князь Горчаков Матвей Васильевич  — стряпчий, стольник (1658)[2], в январе 1660 года послан седьмым дворянином посольства при боярине Никите Ивановиче Одоевском в Борисов на реку Берёза на съезд с польскими послами. В мае этого же года упомянут двадцать четвёртым стольником для становления яств перед грузинским царевичем Николаем и Грузинским и Имеретинским послами на государевом столе в Грановитой палате.
- Князь Горчаков Фёдор Васильевич (ум. 1699) —  стряпчий (1668), стольник (1669-1692)[2], был женат на Анастасии Фёдоровне Баскаковой (1652-1736).